# Европа и Срби: Драга Јонаш
„Европа и Срби: Драга Јонаш” је српски документарни ТВ филм из 2006. године. Режирала га је Лепа Јанић а сценарио је написао Војислав Лалетин.

## Улоге
| Глумац           | Улога                        |
| ---------------- | ---------------------------- |
| Драга Јонаш      | Лично (као Драга Илић Јонаш) |
| Војислав Лалетин | Лично                        |